# 동보초등학교
동보초등학교(東保初等學校)는 대한민국 경기도 동두천시 동두천동에 있는 공립 초등학교이다.

## 학교 연혁
- 1963. 12. 30 동보초등학교 설립
- 1964. 03. 13 동보국민학교 개교(9학급)
- 1981. 01. 31 병설 유치원 개원
- 1982. 03. 01 특수학급 설치
- 1993. 02. 20 본관증축 완료
- 1996. 03. 01 동보초등학교로 개명
- 1997. 10. 10 급식실 식당 준공
- 1999. 04. 01 유치원 종일반 운영
- 2007. 09. 01 제15대 장갑수 교장 취임
- 2008. 12. 16 조회대 준공
- 2009. 02. 13 제44회 졸업식 거행 (총6,319명)
- 2009. 02. 14 정문 준공
- 2009. 03. 01 9학급 편성 (특수학급 1학급 포함), 유치원 1학급 편성
- 2009. 09. 01 제16대 권영춘 교장 취임
- 2011. 01. 31 교실 마루 바닥 교체 공사
- 2011. 10. 18 화장실대수선 공사
- 2012. 02. 15 제47회 졸업식 거행 (총6,441명)
- 2012. 02. 29 옥상 방수 공사 완료
- 2012. 03. 01 7학급 편성 (특수학급 1학급 포함), 유치원 1학급 편성
- 2012. 03. 01 제17대 이규현 교장 취임
- 2014. 09. 01 제18대 라찬규 교장 취임
- 2018. 09. 01 제19대 임완택 교장 부임
- 2022. 03. 01 제20대 신정선 교장 부임
- 2024. 03. 01 제21대 최덕기 교장 부임
- 2024. 03. 13 개교 60주년

## 참고 자료
- 동보초등학교 - 한국교육학술정보원 학교알리미